# Friedensweg (Dolomiten)

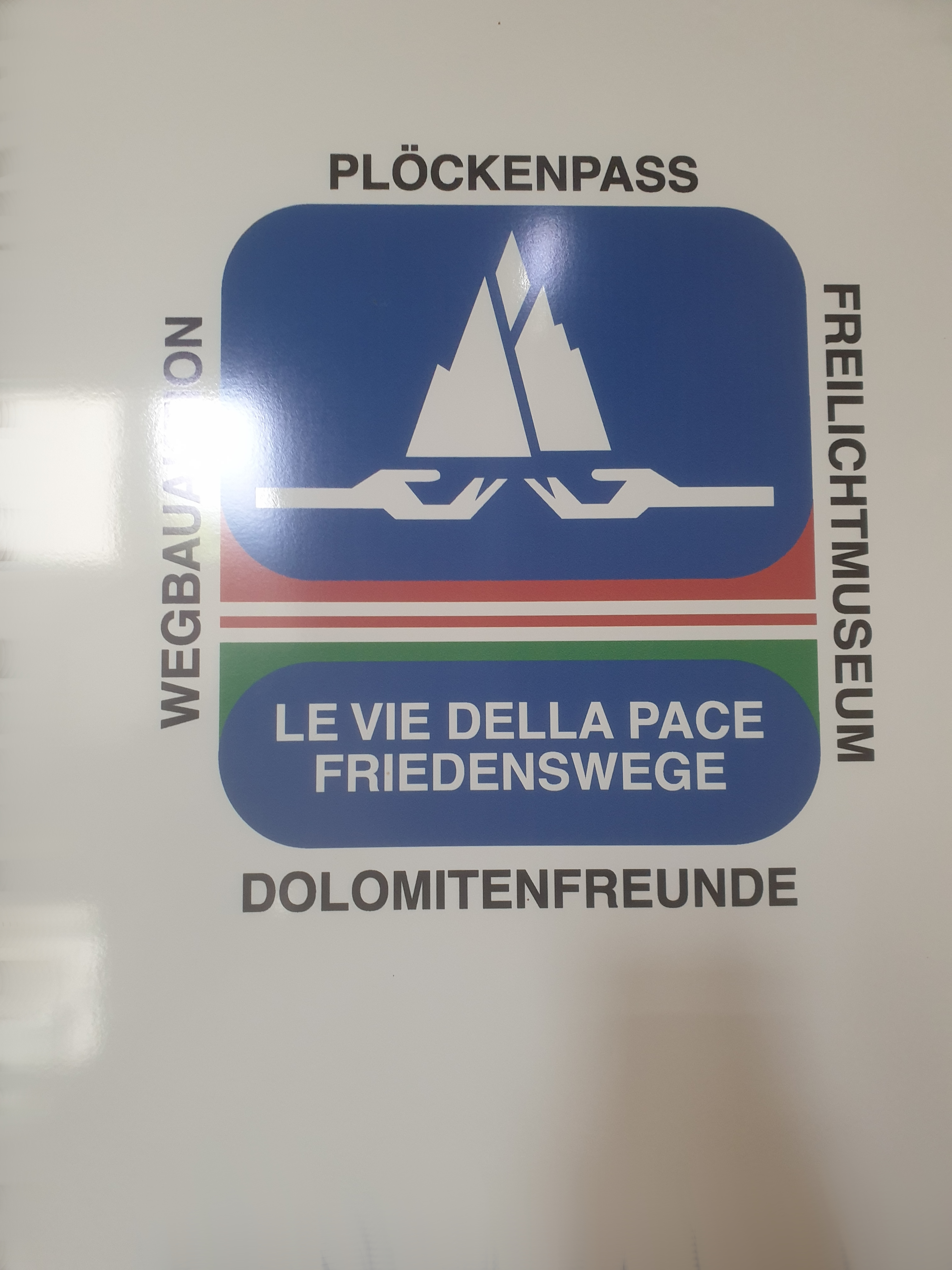
Logo der Friedenswege im Rathaus von Kötschach (A)

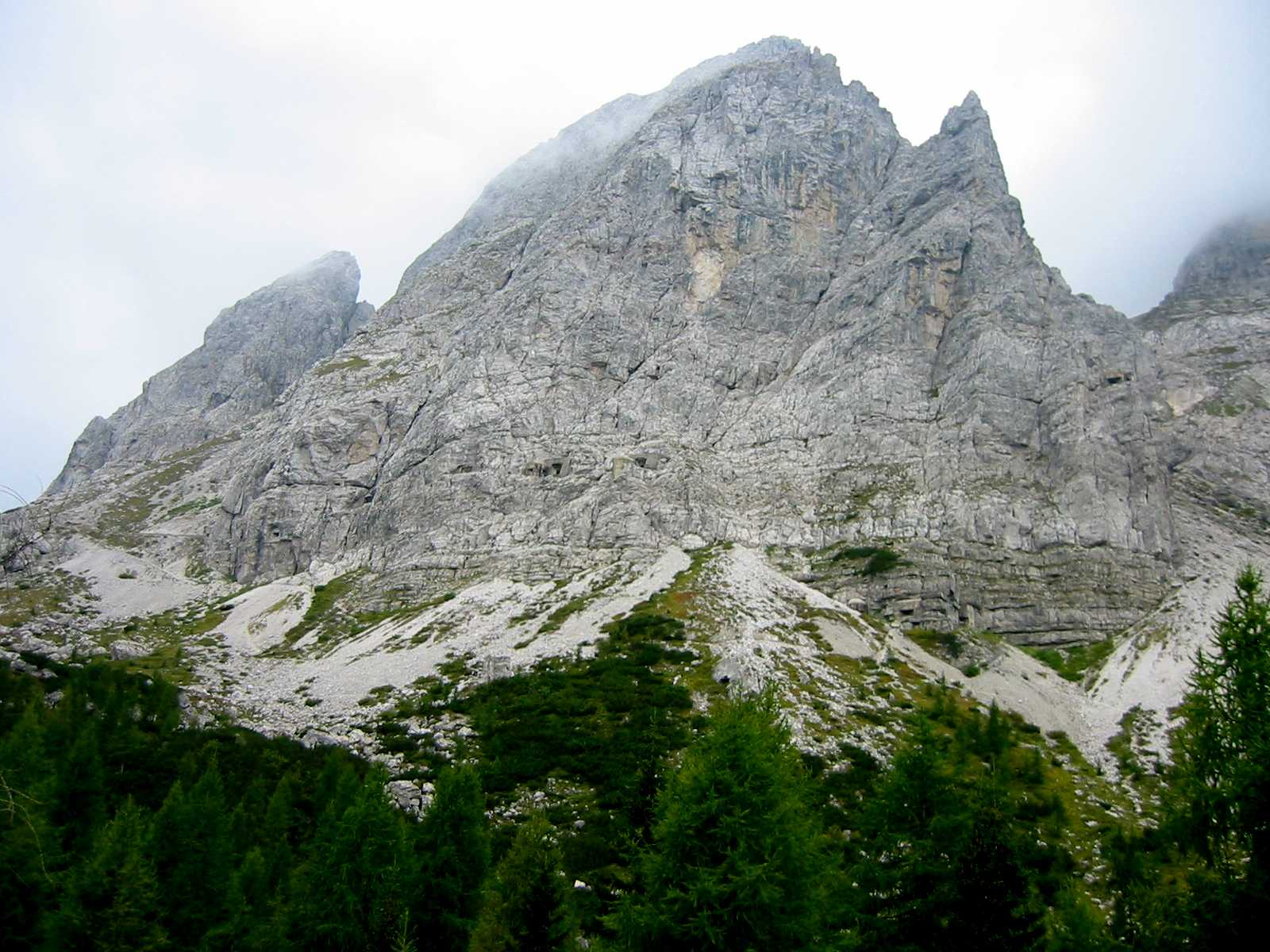
Militär-Steig bei Creston Popera

Der Friedensweg (italienisch Sentiero della Pace) ist ein langer, inneritalienischer Höhenweg entlang der ehemaligen italienisch-österreichischen Frontlinie des Ersten Weltkriegs in den Alpen. Er wurde Mitte des 20. Jahrhunderts auf Basis militärisch benützter Steige des Alpenkriegs angelegt und zählt zu den bedeutendsten historischen Weitwanderwegen im nördlichen Italien.
Der Friedensweg hat eine Länge von etwa 700 Kilometern. Er verläuft vom Stilfser Joch (Passo Stelvio) an der Schweizer Grenze bis in die 150 Kilometer Luftlinie entfernten Sextner Dolomiten (Sexten) und senkt sich bei Rovereto in das fruchtbare Etschtal hinab. Die Gipfelregion liegt teilweise über 3000 Meter. Insgesamt legt der Friedensweg etwa 37.000 Höhenmeter im Anstieg und 38.000 Höhenmeter im Abstieg zurück.

## Politisch-militärischer Hintergrund
Von 1915 bis 1917 waren die Dolomiten zweieinhalb Jahre lang Schauplatz heftiger Kämpfe, als hier im Hochgebirge der Krieg zwischen italienischen und österreichisch-deutschen Truppen tobte (Rayon I der Italienfront). Die stummen Zeugen dieser für zehntausende Soldaten entbehrungsreichen Zeit sind großteils bis heute erhalten geblieben: aufwendige Befestigungen, Löcher und Schießscharten in den Felsen, rostende Granatsplitter, Verheerungen der großen Sprengereignisse usw. Nur die oft abenteuerlich angelegten Steige selbst begannen zu verfallen.

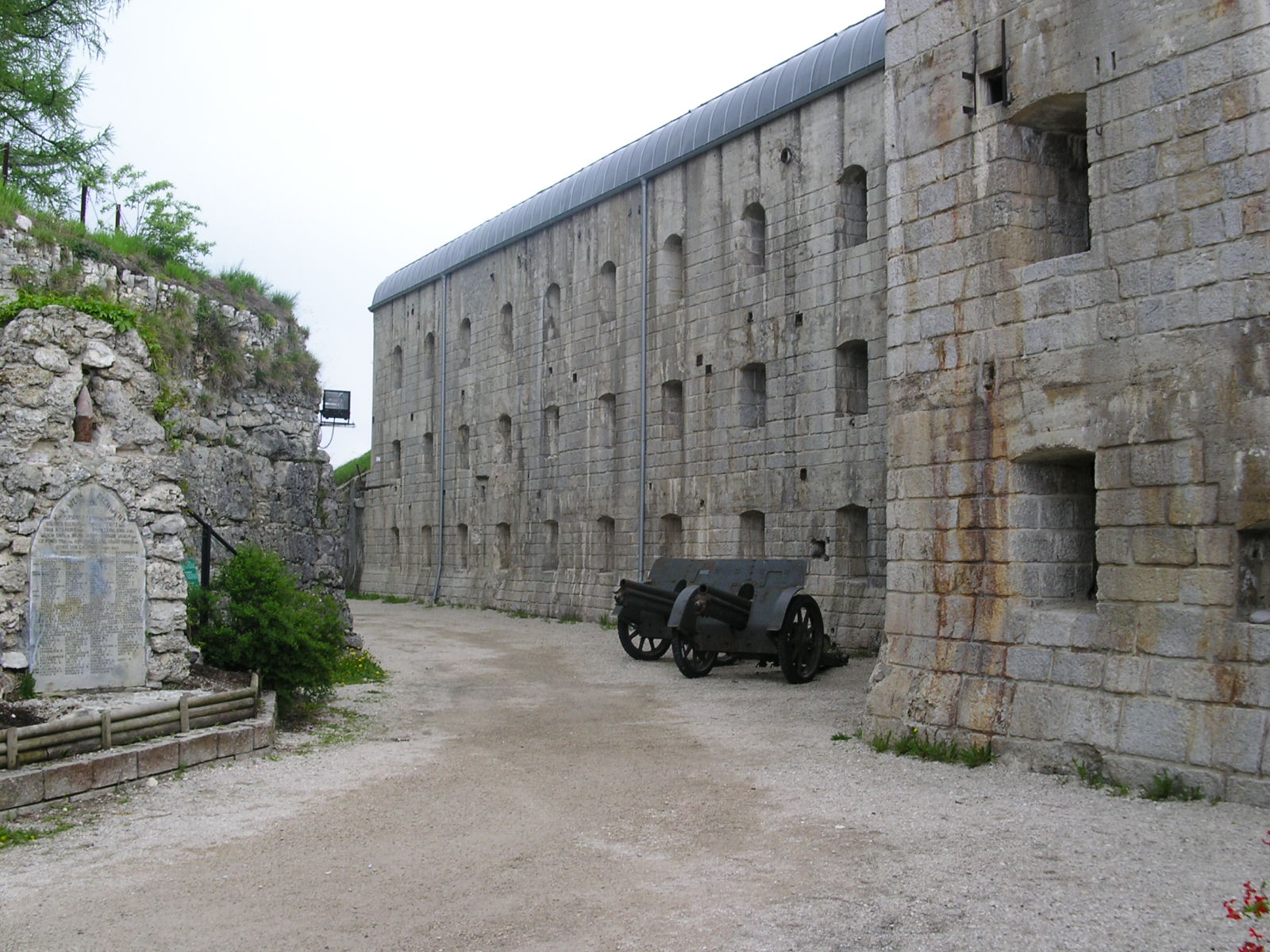
Werk Gschwent bei Lavarone

Der Gedanke, die Militärsteige und Anlagen im Rahmen eines Versöhnungsprojektes zwischen Tirol und Italien zu erhalten, tauchte bald nach dem Gruber-Degasperi-Abkommen (1946) auf. Das Abkommen sollte zur Autonomie des 1919 von Österreich abgetrennten Südtirols führen, doch bekam in den 1950er- und 1960er-Jahren die frühere Italienisierungs-Politik wieder Aufwind.
So wurden die Arbeiten am Friedensweg erst danach zügiger weitergeführt. Heute sind die Wege und Denkmäler ein beliebtes Ziel von Touristen und Bergsteigern und die tief in die steilen Felswände geschlagenen Kavernen rufen die kämpferischen Zeiten an der Sprachgrenze wieder in Erinnerung. Das 1972 endlich abgeschlossene Südtirol-Paket macht dieses Gedächtnis heute für beide Seiten weitgehend schmerzfrei.

## Verlauf des Friedensweges
Der Friedensweg beginnt im Westen fast an der Schweizer Grenze am Stilfser Joch (2760 m) und führt in die Sextner Dolomiten, nahe der heutigen Grenze zu Österreich (Osttirol). Er zieht sich über 700 Kilometer durch die romantische Bergwelt der Lombardei, des Trentino-Südtirol und durch Venetien. Der Weg durchquert die sechs Alpenregionen Ortler-Alpen, Adamello-Presanella-Alpen, Gardaseeberge, Vizentiner Alpen, Fleimstaler Alpen und die Dolomiten. Der tiefste Punkt des Weges befindet sich in Riva del Garda (70 m), der höchste auf dem Gipfel der Marmolata, der Punta Penia (3343 m).
Der Weg beginnt am Stilfser Joch, dem höchsten italienischen Gebirgspass, an dem sich die heutige Grenze zwischen den Provinzen Südtirol und Trentino befindet. Während die Frontline sich über die Gletscher von Ortler (mit der höchstgelegenen Stellung der europäischen Geschichte) und Königsspitze zog, verläuft der Friedensweg an deren Fuß entlang und kann von erfahrenen Bergwandern ohne alpine Ausrüstung begangen werden. Er führt in den Ortler-Alpen und Adamello-Presanella-Alpen mehrfach über Pässe jenseits der 3000-Meter-Marke. Der Höhenweg wird in den sich anschließenden Gardaseebergen flacher, verläuft nun aber über bekannte Gipfel wie den Monte Cadria, den Monte Altissimo di Nago sowie weitere Berge über 2000 Metern. Dann senkt sich der Weg in das fruchtbare Obst- und Weinland des Etschtals bei Rovereto, wo sich mit dem Italienischen Historischen Kriegsmuseum das größte Weltkriegsmuseum der Gegend befindet. In den Vizentiner Alpen führt der Weg zunächst über den Monte Zugna, den Gipfel der Cima Carega und schließlich zum Monte Pasubio – dem „Berg der 10.000 Toten“. Eindrucksvoll zeigt der weggesprengte Gipfel (Dente italiano) heute noch die Folgen des Minenkrieges, bei dem sich die Gegner durch Stollengänge unterhöhlten und mit Tausenden Tonnen Dynamit die gegnerischen Stellungen in die Luft jagten. Anschließend führt der Friedensweg über die Hochebenen von Folgaria und Lavarone bis zum Caldonazzosee. Auf diesen Teilstück lassen sich viele Festungswerke wie das Forte Belvedere (Gschwent), Werk Lusern, Forte Cherle sowie das Werk Vezzena besichtigen. Durch die Fleimstaler Alpen führt der Fernwanderweg bis zum Passo Rolle und von dort durch die Dolomiten. Bergsteigerischer Höhepunkt des Friedensweges ist die Marmolata (alpine Ausrüstung für Hochtouren und Klettersteig notwendig, sonst umgehbar), deren Gletscher im Ersten Weltkrieg durch kilometerlange Stollen und in Gletscherspalten gebaute Gebäude faktisch eine Stadt im Eis war. Mit dem Col di Lana überschreitet man zudem einen weiteren Kriegsschauplatz, der Opfer des Minenkrieges war und heute Inbegriff für die Härte und Grausamkeit des Dolomitenkrieges ist. Über den Lagazuoi führt der Weg bis nach Cortina d’Ampezzo und zu den Drei Zinnen (2999 m) inmitten der Sextner Dolomiten. Durch die Türme der Sextner Sonnenuhr (Einser, Zwölfer-, Elferkofel und Zehner (Rotwand)) geht es nach Sexten und der Friedensweg bildet dort den Abschluss.
Eine natürliche Fortsetzung stellt der Hauptkamm der Südalpen dar (Karnische Alpen und Karawanken). Der erste Teil, der Karnische Höhenweg (Via della Pace), folgt der Grenze zwischen Süd- und Osttirol, der zweite dem Grenzkamm zwischen Friaul und Kärnten. In Slowenien führt ein weiterer Friedensweg, der Pot Miru, entlang der Schauplätze des Ersten Weltkrieges.

## Abschnitte und Wegverhältnisse
Der Friedensweg kann in etwa 45 Etappen in seiner ganzen Länge erwandert werden. In der Literatur werden folgende Teilstrecken angegeben:
- Stilfser Joch bis Passo Tonale (Ortler-Alpen): 5 Tage
- Passo Tonale bis Lardaro (Adamello-Presanella-Alpen): 5 Tage
- Lardaro über Riva del Garda bis Rovereto (Gardaseeberge): 10 Tage
- Rovereto bis Caldonazzo (Vizentiner Alpen): 9 Tage
- Caldonazzo bis Passo Rolle (Fleimstaler Alpen): 7 Tage
- Passo Rolle bis Sexten (Dolomiten): 9 Tage

Die beiden ersten Teilstrecken in den Ortler-Alpen und in den Adamello-Presanella-Alpen sind geprägt von schweren Bergwanderwegen und hochalpiner Höhenlage, die Erfahrung und Kondition erfordern. Diese Etappen sind in der Regel von Juli bis September begehbar. Dies gilt auch für den Abschnitt in den Dolomiten. Die restlichen Teilstrecken sind eher als mittelschwere Bergwanderwege einzustufen und verlaufen nicht über der 3000-Meter-Marke. Sie können meist zwischen Juni und Oktober, manchmal schon im Mai bewandert werden. Zur Besteigung der Marmolata, dem höchsten Dolomiten-Gipfel, benötigt man Hochtouren- und Klettersteig-Erfahrung und entsprechende Ausrüstung. Der Gipfel kann für Bergwanderer auch umgangen werden. Derzeit sind einige Wege in den Fleimstaler Alpen sowie in den Adamello-Presanella-Alpen aufgrund schwerer Sturmschäden aus dem Jahr 2018 noch gesperrt, nicht passierbar und müssen umgangen werden.